# Resolució 925 del Consell de Seguretat de les Nacions Unides
La Resolució 925 del Consell de Seguretat de les Nacions Unides fou adoptada per unanimitat el 8 de juny de 1994. Després de reafirmar totes les resolucions del Consell de Seguretat sobre la situació a Ruanda, en particular les resolucions 912 (1994) i 918 (1994) i la Resolució 868 (1993) sobre la seguretat de les forces de manteniment de la pau de les Nacions Unides, el Consell va implementar batallons addicionals i va ampliar el mandat de la Missió d'Assistència de les Nacions Unides per a Ruanda (UNAMIR) fins al 9 de desembre de 1994.

## Observacions
El Consell de Seguretat va assenyalar que encara continuaven les hostilitats, que no hi havia alto el foc i la violència que afectava la població no s'havia aturat. En particular, hi va haver informes que s'estava produint un genocidi. El consell va condemnat severament la violència i l'assassinat sistemàtic de milers de civils, i que els responsables actuessin amb impunitat. El Consell va assenyalar que el propòsit de la UNAMIR no era actuar com un amortidor entre les dues parts, i que el seu component militar expandit continuaria només mentre fos necessari per protegir civils desplaçats, refugiats i treballadors d'ajuda humanitària.
El desplaçament d'uns 1,5 milions de ruandesos, pels quals la fam i la malaltia eren un risc, juntament amb l'èxode massiu dels refugiats, va suposar una gran crisi humanitària. L'Alt Comissionat de les Nacions Unides per als Drets Humans va visitar la regió i va ser nomenat relator especial per a Ruanda. Es va donar la benvinguda a les contribucions de l'Organització de la Unitat Africana (OUA) i dels països veïns.
La resolució va ressaltar la importància dels acords d'Arusha com a base per a una solució pacífica del conflicte a Ruanda, reafirmant la integritat territorial i la unitat del país.

## Actes
El Consell recolza les recomanacions del Secretari General Boutros Boutros-Ghali relatives al desplegament de la UNAMIR ampliada, principalment:
(a) el desplegament de dos batallons per a la fase 2 en sincronització amb la fase 1;
(b) preparació urgent per al desplegament de dos batallons per a la fase 3;
(c) la implementació flexible de les tres fases.
Després d'ampliar el mandat de la UNAMIR en la mediació d'un alto el foc, el Consell va reafirmar que la UNAMIR hauria de:
(a) contribuir a la seguretat dels refugiats i les persones desplaçades;
(b) proporcionar seguretat als treballadors humanitaris i als lliuraments.
Es va reconèixer que la UNAMIR pot requerir prendre mesures en defensa pròpia contra persones que amenacen llocs protegits i poblacions i treballadors humanitaris. La missió era accelerar la provisió de tropes i equips addicionals, i recolzar i cooperar amb el Relator Especial.
El Consell va exigir que totes les parts acabessin amb hostilitats, assassinats i incitació a l'odi ètnic en els mitjans estatals i acceptessin un alto el foc. Ambdues parts havien assegurat que cooperaran amb la UNAMIR, en particular, ja que era necessari garantir la seguretat de tot el personal de la UNAMIR.
Es va donar la benvinguda a la intenció del secretari general d'establir un fons per a Ruanda. S'ha de seguir constantment la situació a Ruanda i el paper de la UNAMIR i es demana al Secretari General que informi al Consell, a tot tardar el 9 d'agost i el 9 d'octubre de 1994, sobre el progrés de la missió, la situació de seguretat de la població, la situació humanitària i les perspectives d'un alto el foc i la reconciliació.